# Koralbok till Nya psalmer
Koralbok till Nya psalmer – av konungen medgivna att användas tillsammans med 1819 års psalmbok – jämte text gavs ut 1921, samma år som Nya psalmer, tillägget till 1819 års psalmbok, skulle börja användas.
Koralboken innehåller ingen förteckning över medverkande kompositörer, men de finns angivna vid berörd psalm, vilket de inte gör i själva psalmboken, såsom i modernare psalmböcker.

## Inledningen
Koralboken inleds med rubriken ”Kungl Maj:ts kungörelse angående förslag till reviderad psalmbok m. m., given Stockholms slott den 12 september 1921” och fortsätter i samma anda med: Vi GUSTAF, med Guds nåde, Sveriges, Götes och Vendes Konung, göra veterligt: Det år 1920 församlade kyrkomötet, som haft att granska dels ett år 1920 av psalmboksnämnden avgivet förslag till reviderad psalmbok ävensom ett av särskilda kommitterade föreslaget tillägg till 1819 års psalmbok, dels ock ett av koralbokskommittén år 1920 avgivet förslag till koralpsalmbok för svenska kyrkan, har hos Oss anmält, att kyrkomötet för din del antagit nämnda reviderade psalmboksförslag med vissa ändringar och tillägg, i samband varmed kyrkomötet framställt vissa önskningar beträffande slutredigeringen av förslaget samt dess användande. Tillika har kyrkomötet anhållit, att koralboksupplaga till sagda psalmboksförslag måtte efter skedd revidering fastställas.
Av kungörelsen framgår att tillägget skall börja användas från första söndagen i advent 1921 och att ”anmärkningar och erinringar” mot föreliggande förslag skall inkomma senast 1 januari 1924. Man ville således inte göra en totalrevidering av 1819 års psalmbok, utan först under några år pröva ett antal nya (och sannolikt inhämta synpunkter på borttagna psalmer). Det framgår inte vilka personer som arbetat vare sig i psalmboksnämnden eller i koralbokskommittén, men att sakkunniga på ”ecklesiastikdepartementet biträtt vid ärendets beredande fram till slutlig föredragning”. Kungörelsen är undertecknad med GUSTAV (L.S.) och kontrasignerad av statsrådet Bengt J:son Bergqvist.

## 1921 års koralbok
Eftersom hela psalmboken gjordes i nytryck togs även en ny koralbok för de gamla psalmerna i 1819 års psalmbok fram. Några melodier ändrades i och med 1921 års koralbok. En komprimerad koralbok gavs ut av Svenska kyrkans diakonistyrelses bokförlag i redigering av Otto Olsson, för bruk i hem och skola som omfattade alla psalmerna under den kompletta titeln Koralbok för skola och hem innehållande musiken till Svenska psalmboken av år 1819 och till Nya psalmer av år 1921.

### Fotnoter
1. ↑  ”Den svenska koralboken” (på engelska). Worldcat. 11 mars 1921. https://www.worldcat.org/title/svenska-koralboken-koralbok-till-nya-psalmer/oclc/487752344&referer=brief_results. Läst 20 oktober 2017.